# Chamusiños
Chamusiños (llamada oficialmente Santa Baia de Chamosiños) es una parroquia y un lugar del municipio español de Trasmiras, en la provincia de Orense, Galicia.

## Toponimia
La parroquia también es conocida por los nombres de Santa Baia de Chamusiños, Santa Eulalia de Chamusiños  y Santa Eulalia de Chasmusiños.

## Historia
Hacia mediados del siglo XIX, la parroquia, ya por entonces perteneciente a Trasmiras, tenía contabilizada una población de 625 habitantes. Aparece descrita en el séptimo volumen del Diccionario geográfico-estadístico-histórico de España y sus posesiones de Ultramar de Pascual Madoz con las siguientes palabras:

CHAMUSIÑOS (Sta. Eulalia de): felig. en la prov. y dióc. de Orense (7 leg.), part. jud. de Ginzo de Limia (1 1/2), ayunt. de Trasmiras (1/4): sit. en terreno elevado, con inclinacion hácia la llanura de Limia, donde la combaten todos los vientos, y con mas frecuencia durante el estio los del E. y O.; el clima es templado y las enfermedades comunes algunas calenturas tercianarias y dolores de costado. Tiene 200 casas distribuidas en el l. de su nombre y en los de Casás y la Hermida; y una escuela de primeras letras frecuentada por indeterminado número de niños, cuyo maestro percibe 400 rs. de dotacion. La igl. parr., con el título de Sta. Eulalia, está servida por un cura de segundo ascenso y de patronato laical, tiene por anejas las parr. de Sta. Maria de Lobaces y San Salvador de Villar de Liebres; tambien hay en el l. de Chamusiños una ermita dedicada á Ntra. Sra. del Pilar. Para surtido del vecindario existe dentro de la pobl. una fuente, y en las afueras por distintos puntos otras 12, todas ellas de muy buena calidad. Confina el térm. N. felig. de Abavides; E. monte Penetiña; S. felig. de Paramontaos, y O. la de Trasmiras. El terreno participa de monte y llano, es de buena calidad y abunda en arbolado, habiendo bastante leña y esqulmo en los montes, los cuales son de poca elevacion. Los caminos, locales y en mal estado. El correo se recibe de la cap. del part. tres veces á la semana. prod.: algun trigo, centeno, patatas, lino y toda clase de legumbres: se cria ganado vacuno, caballar, de cerda, lanar y cabrio; hay abundante caza de conejos, liebres y perdices, y pesca de anguilas, truchas y otros peces menudos en el r. de Faramontaos, que pasa al O. de la felig. ind. y comercio: la agricultura, molinos harineros y telares de lienzos caseros; reduciéndose las especulaciones comerciales á la estraccion de trigo y centeno para la ribera de Orense; de ganados especialmente de cerda, lienzos y lanas para Castilla, é introduccion de comestibles y géneros de vestir necesarios. pobl.: 160 vec., 625 almas. contr.: con su ayunt. (V.)
(Madoz, 1847, p. 299)

## Organización territorial
La parroquia está formada por siete entidades de población, constando cuatro de ellas en el nomenclátor del Instituto Nacional de Estadística español:
- Casás
- Chamusiños (Chamosiños)(Chasmusiños)
- Hermida (A Ermida)
- O Campo
- O Outeiro
- O Regueiro
- Santabaya (Santa Baia de Chamosiños)

## Demografía

### Parroquia
| Gráfica de evolución demográfica de Chamusiños (parroquia) entre 2000 y 2023 |
|                                                                              |
| Datos según el nomenclátor publicado por el INE.                             |

### Lugar
| Gráfica de evolución demográfica de Chamusiños (lugar) entre 2000 y 2023 |
|                                                                          |
| Datos según el nomenclátor publicado por el INE.                         |